# Platygaster aberrans
Platygaster aberrans är en stekelart som beskrevs av Peter Neerup Buhl 1998. Platygaster aberrans ingår i släktet Platygaster och familjen gallmyggesteklar. Inga underarter finns listade i Catalogue of Life.